# Principio di buon andamento
Il principio di buon andamento, in diritto, è un principio che orienta l'attività della pubblica amministrazione, volta alla realizzazione dell'interesse pubblico, si conformi ai criteri dell'efficacia ed efficienza.

## Caratteri
L'Art. 97 della Costituzione italiana, dedicato alla Pubblica Amministrazione individua alcuni principi fondamentali. Fra questi, al secondo comma, vi è quello del buon andamento.
La norma reca infatti: "I pubblici uffici sono organizzati secondo disposizioni di legge, in modo che siano assicurati il buon andamento e l'imparzialità dell'amministrazione".
Sulla base di tale previsione normativa i criteri generali da osservare sono:
1. economicità;
2. rapidità;
3. efficacia;
4. efficienza;
5. miglior contemperamento dei vari interessi.

Un'applicazione di tale principio è costituita dalla regola che consente l'utilizzazione presso altri enti locali di dipendenti di altri enti per le sole prestazioni lavorative che non rechino pregiudizio al corretto svolgimento del rapporto di lavoro presso l'ente di appartenenza e non interferiscano con i suoi compiti istituzionali.

## Principio di ragionevolezza
La Corte costituzionale della Repubblica Italiana ha stabilito che il rispetto del principio di buon andamento richiede anche il rispetto del principio di ragionevolezza. Per esempio:
arbitrarietà e della ragionevolezza»
(Sentenza n. 59/1997 (Zagrebelsky) – Regione siciliana – Organizzazione degli uffici)

## Ulteriori principi
Altri principi dell'attività amministrativa fondamentali contenuti nella norma sono quello di imparzialità e quello di legalità.

### Principio di imparzialità
Il principio di imparzialità della pubblica amministrazione stabilisce che l'attività della pubblica amministrazione, volta alla realizzazione dell'interesse pubblico, deve essere svolta con imparzialità.
L'imparzialità deve intendersi sia come divieto di qualsiasi forma di favoritismo nei confronti di alcuni soggetti, sia come ugual diritto di tutti i cittadini ad accedere ai servizi erogati dalla pubblica amministrazione.

### Principio di legalità
Il principio di legalità comporta che la pubblica amministrazione trovi nella legge i fini della propria azione e i poteri giuridici che può esercitare e non può esercitare alcun potere al di fuori di quelli che la legge le attribuisce.
È espressione del principio democratico e della supremazia della volontà popolare.